# Tasuma, le feu
Tasuma, le feu es una película del año 2003.

## Sinopsis
Sogo Sanon es un sexagenario, antiguo tirador senegalés que combatió en el ejército francés durante las guerras de Indochina y Argelia. Desmovilizado en 1962, justo después de la independencia de su país, este hombre reconvertido en campesino emprendió gestiones con las autoridades de su país y de Francia para poder obtener una pensión militar de jubilación. Después de largos años de espera, Sogo parte hacia la ciudad, convencido de que por fin va a cobrar su pensión.